# Kliment Kolesnikov

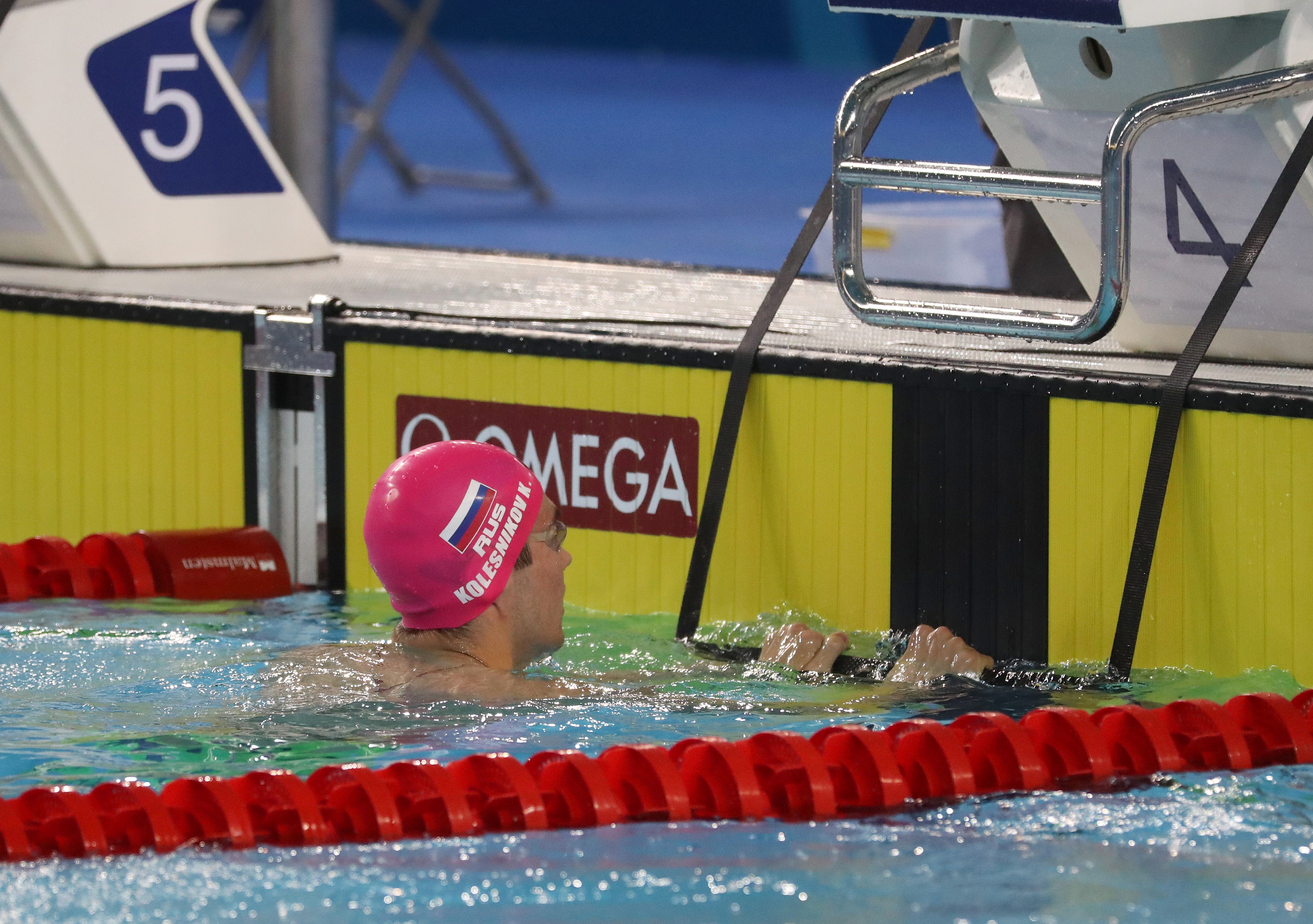
Kliment Kolesnikov, Giochi olimpici giovanili estivi 2018

Kliment Andreevič Kolesnikov (in russo Климент Андреевич Колесников?; Mosca, 9 luglio 2000) è un nuotatore russo.

## Carriera
Ha gareggiato nell'evento maschile dei 50 metri dorso ai Campionati mondiali di nuoto 2017.
Il 4 agosto 2018 conquista la medaglia d'oro ai campionati europei sulla distanza dei 50 metri dorso, dove stabilisce anche il nuovo primato mondiale (24"00).
Dal 2019 è ingaggiato dalla squadra Energy Standard per l'International Swimming League.
Durante la finale della staffetta 4x100 m misti dell'International Swimming League 2020 infrange il record del mondo dei 100 metri dorso in vasca corta con il tempo di 48"58.
Il 19 maggio 2021, ai campionati europei di Budapest, diventa campione europeo sulla distanza dei 100 metri stile libero, stabilendo il nuovo record dei campionati (47"37).
Nel 2025 vince la medaglia d'oro ai mondiali di Singapore nei 50 metri dorso in 23"68 (nuovo record dei campionati).

## Palmarès

### Atleta neutrale
- Mondiali

Singapore 2025: oro nei 50m dorso e nella 4x100m misti.

### Per ROC
- Giochi olimpici

Tokyo 2020: argento nei 100m dorso e bronzo nei 100m sl.

### Per la Russia
- Mondiali

Gwangju 2019: argento nella 4x100m sl, bronzo nei 50m dorso e nella 4x100m misti.
- Mondiali in vasca corta

Hangzhou 2018: oro nei 100m misti e nella 4x50m misti, argento nella 4x50m sl, nella 4x100m sl e nella 4x100m misti, bronzo nei 100m dorso e nella 4x50m misti mista.
Abu Dhabi 2021: oro nei 100m misti, nei 50m dorso, nella 4x100m sl e nella 4x50m misti, argento nei 100m dorso e nella 4x100m misti, bronzo nella 4x100m misti.
- Europei

Glasgow 2018: oro nei 50m dorso, nei 100m dorso e nella 4x100m sl, argento nella 4x100m misti e nella 4x100m misti mista e bronzo nella 4x100m sl mista.
Budapest 2020: oro nei 100m sl, nei 50m dorso e nella 4x100m sl, argento nella 4x100m misti.
- Europei in vasca corta

Copenaghen 2017: oro nei 100m dorso, nei 200m dorso, nella 4x50m sl e nella 4x50m misti e argento nei 50m dorso.
Glasgow 2019: oro nei 50m dorso, nei 100m dorso, nei 100m misti, nella 4x50m sl, nella 4x50m misti e nella 4x50m misti mista.
Kazan 2021: oro nei 100m sl, nei 50m dorso e nei 100m dorso, argento nella 4x50m misti, bronzo nella 4x50m sl e nella 4x50m misti mista.
- Olimpiadi giovanili

Buenos Aires 2018: oro nei 50m dorso, nei 100m dorso, nei 200m dorso, nella 4x100m sl, nella 4x100m misti e nella 4x100m sl mista, argento nella 4x100m misti mista.
- Europei giovanili

Hodmezovasarhely 2016: oro nei 50m dorso e nei 100m dorso, argento nella 4x100m misti e nella 4x100m misti mista.
Netanya 2017: oro nei 50m dorso e nei 200m dorso, argento nei 100m dorso, nella 4x100m misti, nella 4x100m sl mista e nella 4x100m misti mista e bronzo nella 4x100m sl.
Helsinki 2018: oro nei 50m dorso, nei 100m dorso, nei 200m dorso, nella 4x100m sl, nella 4x100m misti e nella 4x100m sl mista, argento nei 50m sl e nella 4x200m sl.

## Primati personali
I suoi primati personali in vasca da 50 metri sono:
- 50 m stile libero: 21"82 (2021)
- 100 m stile libero: 47"11 (2021)
- 50 m dorso: 23"80 (2021)
- 100 m dorso: 52"00 (2021)
- 200 m dorso: 1'55"14 (2017)
- 200 m misti: 2'00"27 (2017)

I suoi primati personali in vasca da 25 metri sono:
- 50 m stile libero: 21"10 (2021)
- 100 m stile libero: 45"58 (2021)
- 200 m stile libero: 1'41"75 (2017)
- 50 m dorso: 22"47 (2021)
- 100 m dorso: 48"58 (2020)
- 200 m dorso: 1'48"02 (2017)
- 100 m misti: 50"63 (2018)

## Riconoscimenti
- LEN Award: 2018